# Live Phish Volume 11
Live Phish Volume 11 è un album dal vivo dei Phish, pubblicato il 16 aprile 2002 (insieme ai Volumi 7, 8, 9, 10 e 12 della serie Live Phish) dalla Elektra Records.  Il disco riporta per intero il concerto tenuto la sera del 17 novembre 1997 alla McNichols Sports Arena di Denver.
Il tour autunnale del 1997 è ricordato dai fan come l'inizio della cosiddetta era funky dei Phish: fu infatti in quel periodo che la band mutò il proprio approccio tecnico alla composizione e all'esecuzione, passando da brani molto strutturati (tipo rock progressivo) a forme più semplici, costruite sulla ripetizione di brevi riff e dando spazio a lunghe improvvisazioni, che diventeranno caratteristiche dei Phish e consolideranno la loro fama di jam band. Il concerto fu considerato una delle migliori esecuzioni dei Phish sia dai fan sia dalla stessa band, che programmò la sua pubblicazione su cd molto prima che la serie Live Phish venisse concepita.
Il concerto venne diviso in 2 successive uscite (o "set") e terminò con 1 brano bis. Il Disco 3 si conclude con 2 tracce Bonus, registrate durante il concerto alla Assembly Hall di Champaign il 19 novembre 1997: la versione di Wolfman's Brother eseguita in quell'occasione durò quasi 30 minuti.

## Tracce

### Disco 1
Primo set:
1. Tweezer
2. Reba
3. Train Song
4. Ghost
5. Fire

### Disco 2
Secondo set:
1. Down with Disease
2. Olivia's Poo
3. Johnny B. Goode
4. Denver Jam
5. Jesus Just Left Chicago
6. When the Circus Comes

### Disco 3
Continuazione del secondo set:
1. You Enjoy Myself

Eseguito come bis:
1. Character Zero

Tracce Bonus (eseguite il 19 novembre 1997 alla Assembly Hall di Champaign):
1. Wolfman's Brother
2. Makisupa Policeman